# Robert Ronald Jensen
Robert Ronald Jensen (6 de abril de 1949) é um matemático estadunidense, especialista em equações diferenciais parciais não-lineares, com aplicações em física, engenharia, teoria de jogos e finanças.
Jensen graduou-se em matemática em 1971 no Instituto de Tecnologia de Illinois. Obteve um Ph.D. em 1975 na Northwestern University, com a tese Finite difference approximation to the free boundary of a parabolic variational inequality, orientado por Avner Friedman. Jensen foi de 1975 a 1977 professor assistente na Universidade da Califórnia em Los Angeles, sendo de 1977 a 1980 professor assistente visitante na Universidade de Wisconsin-Madison. Na Universidade de Kentucky foi de 1977 a 1980 professor assistente e de 1980 a 1987 professor associado. Na Loyola University Chicago foi de 1985 a 1986 professor associado visitante, sendo desde 1986 full professor.
Foi palestrante convidado do Congresso Internacional de Matemáticos em Berlim (1998).

## Publicações selecionadas
- Barron, E.N; Evans, L.C; Jensen, R. (1984). «Viscosity solutions of Isaacs' equations and differential games with Lipschitz controls». Journal of Differential Equations. 53 (2): 213–233. Bibcode:1984JDE....53..213B. doi:10.1016/0022-0396(84)90040-8
- Barron, Emmanuel Nicholas; Jensen, Robert (1986). «The Pontryagin maximum principle from dynamic programming and viscosity solutions to first-order partial differential equations». Transactions of the American Mathematical Society. 298 (2). 635 páginas. doi:10.1090/S0002-9947-1986-0860384-4
- Jensen, R.; Lions, P.-L.; Souganidis, P. E. (1988). «A uniqueness result for viscosity solutions of second order fully nonlinear partial differential equations». Proceedings of the American Mathematical Society. 102 (4). 975 páginas. doi:10.1090/S0002-9939-1988-0934877-2
- Jensen, Robert (1988). «The maximum principle for viscosity solutions of fully nonlinear second order partial differential equations». Archive for Rational Mechanics and Analysis. 101 (1): 1–27. Bibcode:1988ArRMA.101....1J. doi:10.1007/BF00281780
- Jensen, Robert (1989). «Uniqueness Criteria for Viscosity Solutions of Fully Nonlinear Elliptic Partial Differential Equations». Indiana University Mathematics Journal. 38 (3): 629–667. JSTOR 24895404. doi:10.1512/iumj.1989.38.38030
- Barron, E. N.; Jensen, R. (1989). «Total risk aversion, stochastic optimal control, and differential games». Applied Mathematics & Optimization. 19: 313–327. doi:10.1007/BF01448203
- Barron, E. N.; Jensen, R. (1990). «Semicontinuous Viscosity Solutions for Hamilton–Jacobi Equations with Convex Hamiltonians». Communications in Partial Differential Equations. 15 (12): 293–309. doi:10.1080/03605309908820745
- Barron, E. N.; Jensen, R. (1991). «Optimal control and semicontinuous viscosity solutions». Proceedings of the American Mathematical Society. 113 (2). 397 páginas. doi:10.1090/S0002-9939-1991-1076572-8
- Jensen, Robert (1993). «Uniqueness of Lipschitz extensions: Minimizing the sup norm of the gradient». Archive for Rational Mechanics and Analysis. 123 (1): 51–74. Bibcode:1993ArRMA.123...51J. doi:10.1007/BF00386368
- Bardi, Martino; Jensen, Robert (2002). Set-Valued Analysis. 10 (2/3): 129–141. doi:10.1023/A:1016596318432}}
- Barron, E. N.; Evans, L. C.; Jensen, R. (2008). «The infinity Laplacian, Aronsson's equation and their generalizations». Transactions of the American Mathematical Society. 360: 77–102. doi:10.1090/S0002-9947-07-04338-3
- Jensen, Robert R.; Goebel, Rafal; Barron, Emmanuel N. (2012). «The quasiconvex envelope through first-order partial differential equations which characterize quasiconvexity of nonsmooth functions». Discrete and Continuous Dynamical Systems - Series B. 17 (6): 1693–1706. doi:10.3934/dcdsb.2012.17.1693